# Centriculus rufotestaceus
Centriculus rufotestaceus är en insektsart som beskrevs av Fowler. Centriculus rufotestaceus ingår i släktet Centriculus och familjen hornstritar. Inga underarter finns listade i Catalogue of Life.